# Parafia Podwyższenia Krzyża Świętego w Pokoju
Parafia Podwyższenia Krzyża Świętego – rzymskokatolicka parafia w Pokoju. Parafia należy do dekanatu Zagwiździe w diecezji opolskiej.

## Historia parafii
W XVIII wieku w Pokoju zamieszkiwały dwie społeczności religijne, ewangelicy i katolicy. Jako pierwsza powstała świątynia ewangelicka, a w latach 1765-1775 wybudowana została świątynia katolicka. Inicjatorem budowy kościoła był zarządca huty w Krogulnej, Baumann. Książę Eugeniusz Henryk von Würtmeberg, ówczesny właściciel Pokoju, wydał opinię pozytywną, a nawet przekazał na budowę materiały budowlane. Dnia 8 lipca 1796 roku kościół został poświęcony. Pierwszym duszpasterzem w Pokoju został ksiądz Jakub Strohalm. W 1898 roku kapłanem w Pokoju został ks. Maximiliana Raczka, którego staraniem w 7 marca 1903 roku w Pokoju została erygowana parafia, a ks. Raczka został pierwszym proboszczem. W 1907 roku rozpoczęto budowę nowego kościoła w stylu barokowym. Projektantem świątyni był architekt Ludwik Schneider z Wrocławia. Ołtarz główny wykonany został według projektu artysty malarza Georga Poppe. Uroczysta konsekracja nowej świątyni nastąpiła 18 lipca 1908 roku.

## Liczebność i zasięg parafii
Parafię zamieszkuje 1900 mieszkańców. Zasięgiem duszpasterskim obejmuje ona miejscowości:
- Pokój,
- Krogulna,
- Krzywa Góra,
- Siedlice,
- Zieleniec.

### Szkoły i przedszkola
- Publiczne Przedszkole w Pokoju,
- Publiczna Szkoła Podstawowa w Pokoju,
- Zespół Gimnazjalny w Pokoju,
- Liceum Profilowane w Pokoju.

## Inne kościoły i kaplice
- Kościół Matki Boskiej Częstochowskiej w Krogulnej,
- Kaplica w Krzywej Górze,
- Kaplica w Siedlicach.[3]

## Duszpasterze

### Proboszczowie
- ks. Georg Zimmerman 1802-1808,
- ks. Pawelek 1808-1809,
- ks. Lorenc Kias 1809-1818,
- ks. Michał Psiarz 1819-1824,
- ks. Antoni Braschke 1824-1831,
- ks. Józef Janski 1831-1833,
- ks. Kindler 1833–1834,
- ks. Rinke 1835,
- ks. Jan Funke 1835-1838,
- ks. Franciszek Jarelin 1838-1840,
- ks. Józef Wodarz 1840-1850,
- ks. Józef Rasim 1850-1852,
- ks. Franciszek Krause 1852-1896,
- ks. Wiktor Repecki 1896-1898
- ks. Maxymilan Raczek 1903-1936,
- ks. Harald Weinert 1936-1938,
- ks. Helmut Ruprich 1938 - 1958,
- ks. Jan Chwaliński 1958 - 1995,
- ks. Kazimierz Balak 1995 - 2010,
- ks. Mariusz Budziarek 2010,
- ks. Krzysztof Rusinek 2010 - nadal[2].

### Wikariusze po 1945 roku
- ks. Rudolf Hoffmann,
- ks. Józef Zwarycz,
- ks. Jerzy Panicz,
- ks. Jacek Polek,
- ks. Szymon Suda[3].

## Wspólnoty parafialne
- Ministranci,
- Caritas,
- Żywy Różaniec[2].